# Јалшевец Нартски
Јалшевец Нартски је насељено место у саставу општине Ругвица у Загребачкој жупанији, Хрватска. До територијалне реорганизације у Хрватској налазио се у саставу бивше велике општине Дуго Село.

## Становништво
На попису становништва 2011. године, Јалшевец Нартски је имао 524 становника.

## Попис1991.
На попису становништва 1991. године, насељено место Јалшевец Нартски је имало 226 становника, следећег националног састава:
| Попис 1991.‍  | Попис 1991.‍  | Попис 1991.‍ | Попис 1991.‍ | Попис 1991.‍ |
| ------------ | ------------ | ----------- | ----------- | ----------- |
|              |              |             |             |             |
| Хрвати       | Хрвати       |             | 196         | 86,72%      |
| Срби         | Срби         |             | 12          | 5,30%       |
| Муслимани    | Муслимани    |             | 8           | 3,53%       |
| неопредељени | неопредељени |             | 5           | 2,21%       |
| непознато    | непознато    |             | 5           | 2,21%       |
| укупно: 226  |              |             |             |             |